# Xylocopa mexicanorum
Xylocopa mexicanorum är en biart som beskrevs av Cockerell 1912. Xylocopa mexicanorum ingår i släktet snickarbin, och familjen långtungebin. Inga underarter finns listade i Catalogue of Life.